# 密鐵拉鎮區
密鐵拉鎮為緬甸曼德勒省密鐵拉縣的鎮區。2014年人口309,663人，區域面積1,226.8平方公里。該鎮下分77個村里。密鐵拉為該鎮之首府。